# Бо-Катан Крайз
Бо-Катан Крайз (англ. Bo-Katan Kryze) — вымышленный персонаж из франшизы «Звёздные войны». Бо-Катан первоначально была представлена как повторяющийся персонаж в мультсериале «Звёздные войны: Войны клонов», где её озвучивала Кэти Сакхофф. Впоследствии Сакхофф вернулась к своей роли в мультсериале «Звёздные войны: Повстанцы» и изобразила персонажа в игровом сериале «Мандалорец».
В «Войнах клонов» она является членом Дозора Смерти, фракции, которая хочет вернуть Мандалор к древним воинским обычаям. Она также является сестрой герцогини Сатин Крайз, пацифистской правительницы Мандалора, от которой она отдалилась из-за различий в их личной политике. Позже она объединилась с бывшим джедаем Асокой Тано и Галактической Республикой в освобождении Мандалора от Дарта Мола. В «Повстанцах» Бо-Катан получает Тёмный меч от Сабин Врен и объявляется новым правителем Мандалора, в то время как в «Мандалорце» она стремится вернуть себе Тёмный меч, который находится у Моффа Гидеона после Чистки Мандалора.

## Концепция и создание
13 января 2012 года Бо-Катан Крайз впервые появилась в эпизоде четвёртого сезона мультсериала «Звёздные войны: Войны клонов» под названием «Друг в беде», где её озвучила Кэти Сакхофф. Хотя изначально она не была включена в сценарий для этого эпизода, режиссёр Дэйв Филони добавил персонажа, чтобы создать большую роль в пятом сезоне сериала. Из-за первоначальной отмены сериала и его продления спустя годы, Бо-Катан не появлялась в «Войнах клонов» до седьмого и последнего сезона сериала в 2020 году. Во время перерыва между шестым и седьмым сезонами «Войн клонов» Бо-Катан появилась в нескольких эпизодах мультсериала «Звёздные войны: Повстанцы», в эпизодах, действие которых происходит через пятнадцать лет после событий «Войн клонов».
Имя Бо-Катан — это мнемонический рифф на словах «boogie-cat-Anne», произносимых вместе, со ссылкой на имя кошки, принадлежащей жене Филони, которую саму звали Анн. Бо-Катан — воин по своей сути, и она оставила политику руководства дипломатам, таким как её сестра герцогиня Сатин Крайз. У неё есть свои недостатки и сильное чувство собственной важности, но она понимает культуру мандалорских воинов и со временем становится лидером.
16 ноября 2019 года Сакхофф подтвердила, что она будет вживую изображать Бо-Катан в предстоящем на тот момент втором сезоне «Мандалорца», появившись в эпизоде «Глава 11: Наследница», который был выпущен 13 ноября 2020 года. Художник по костюмам Шона Трпчич поручила скульптору Хосе Фернандесу и его студии Ironhead Studios создать мандалорскую броню для Бо-Катан. Сакхофф надеялась сыграть персонажа вживую, но ожидала, что её заменят на кого-то более известного, как например на Скарлетт Йоханссон. Когда она, наконец, впервые надела доспехи, она была потрясена и плакала от радости.

## Появления

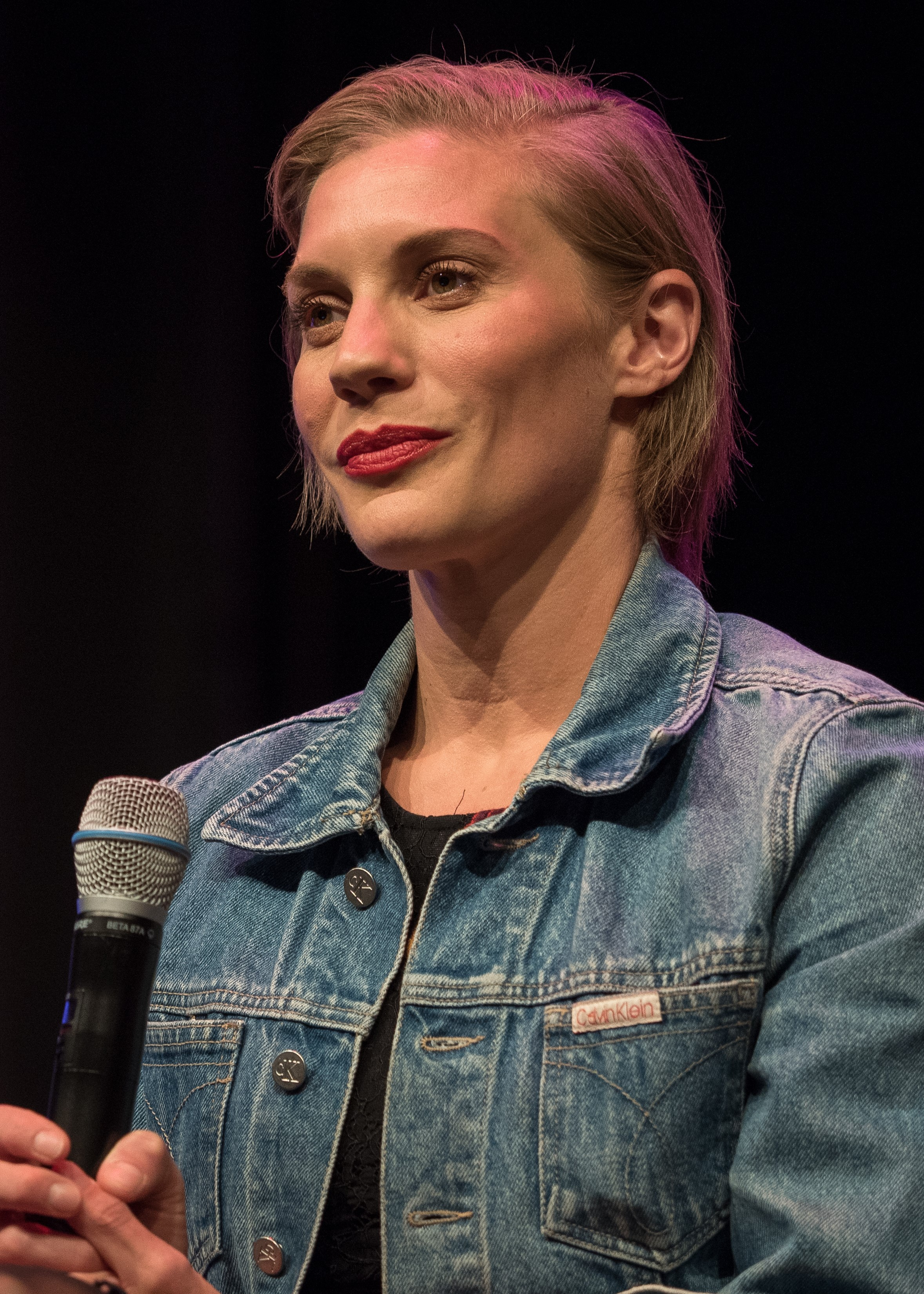
Бо-Катан Крайз была озвучена, а позже сыграна, актрисой Кэти Сакхофф.

### «Звёздные войны: Войны клонов»
Бо-Катан Крайз (голос — Кэти Сакхофф) впервые появилась в четвёртом сезоне «Звёздных войн: Войны клонов» в эпизоде «Друг в беде» в качестве лейтенанта Дозора Смерти, террористической группы, стремящейся свергнуть пацифистское правительство Мандалора, под руководством Пре Визслы (голос — Джон Фавро). Она возглавляет Ночных сов, элитное подразделение в Дозоре Смерти. В этом эпизоде Лакс Бонтери встречается с Дозором Смерти на Карлаке, чтобы объединить силы против графа Дуку. Асока Тано и R2-D2 вынуждены сопровождать его; они сталкиваются с Бо-Катан, которая заставляет Асоку работать с женщинами из местной деревни, которые были порабощены Дозором Смерти. Бо-Катан и Дозор Смерти позже сжигают деревню и убивают невинных жителей. Асока раскрывает себя как джедай и отбивается от Дозора Смерти, прежде чем попасть в плен, но вскоре освобождается. В то время как Асока, R2-D2 и Лакс убегают к своему кораблю, Бо-Катан преследует их и пытается убить Асоку, но терпит поражение.
Бо-Катан вновь появляется в эпизодах пятого сезона «Путь к власти», «Скрытые мотивы» и «Беззаконие». В этой сюжетной арке Дозор Смерти объединяется с Дартом Молом и несколькими преступными синдикатами (в союзе, известном как Коллектив теней) с намерением провести операции под фальшивым флагом против мандалорского народа, чтобы устроить переворот против герцогини Сатин Крайз, пацифистской правительницы Мандалора и сестры Бо-Катан. Бо-Катан считает, что ситхи ничем не лучше джедаев, и не доверяет гангстерам, но голосует в меньшинстве. Как только Дозор Смерти завоёвывает Мандалор, они предают Мола, но он вызывает Визслу на дуэль за право править Мандалором. Мол побеждает Визслу и убивает его его собственным Тёмным мечом, но Бо-Катан отказывается принять чужака в качестве правителя и бежит с верными ей членами Дозора Смерти. Позже они спасают Сатин, но бывшая герцогиня снова захвачена. Вскоре после этого Оби-Ван Кеноби прибывает на Мандалор, чтобы спасти и её. Мол убивает Сатин и сажает Оби-Вана в тюрьму; однако Бо-Катан и её силы освобождают его. Она помогает ему сбежать, чтобы он мог привести силы Галактической Республики на Мандалор, чтобы отстранить Мола от власти.
В седьмом и последнем сезоне Бо-Катан и Ночные совы продолжают сражаться против Мола. Находясь на миссии на Оба Диа, Бо-Катан, Урса Врен и ещё одна Ночная сова замечают Асоку и следуют за ней обратно на Корусант, где Крайз откладывает свои разногласия и вербует её. Асока и Бо-Катан связываются с Оби-Ваном Кеноби и Энакином Скайуокером, прося Республику помочь им в освобождении Мандалора от Мола. Хотя поначалу и неохотно, джедаи решают послать подразделение 501-го легиона под командованием командира Рекса, чтобы организовать вторжение, которое станет известно как Осада Мандалора. Им удаётся свергнуть Мола, и Бо-Катан объявляется регентом.

### «Звёздные войны: Повстанцы»
Бо-Катан возвращается в премьере четвёртого сезона мультсериала «Звёздные войны: Повстанцы» и телефильме «Герои Мандалора». Во время оккупации Мандалора Галактической Империей Бо-Катан отказалась служить Империи и была вынуждена отречься от престола, и её заменил клан Саксон. Видя себя недостойной руководить, она сначала отказывается от Тёмного меча Сабин Врен, которая забрала его у Мола. В «Героях Мандалора» Бо-Катан и её мандалорские союзники объединяют усилия с командой «Призрак» в уничтожении «Герцогини», оружия, созданного Сабин, которое способно уничтожить бескарскую броню. Губернатор Тайбер Саксон захватывает Сабин и Бо-Катан, угрожая убить Крайз, если Врен не улучшит оружие. Сабин перепрограммирует оружие на броню штурмовиков и убивает Саксона, но Бо-Катан предупреждает её не опускаться до уровня Империи. Внимая Бо-Катан, Сабин уничтожает оружие и позволяет повстанцам освободить Мандалор из-под контроля Империи. Бо-Катан в конце концов принимает Тёмный меч от Сабин, снова становясь правителем Мандалора, когда выжившие мандалорцы клянутся ей в верности.

### «Мандалорец»
Сакхофф вновь исполняет свою роль во втором сезоне «Мандалорца», появляясь в эпизоде «Главе 11: Наследница» для первого живого появления персонажа. Кейтлин Дешель и Кейтлин Хатсон выступали в качестве её дублёров-каскадёров.
В главе 11 Бо-Катан, Коска Ривз и Экс Вовес спасли Дина Джарина и Дитя от группы куарренов. Они снимают шлемы, и Бо-Катан объясняет свою историю, также раскрывая Джарину, что он — Дитя Дозора, культа фанатиков, которые следуют строгим древним правилам, известным как «Путь». Поскольку они не следуют «Пути», Джарин не доверяет им и отвергает их помощь. После того, как они спасли его во второй раз, он соглашается помочь им захватить оружие с имперского грузового судна, а Бо-Катан соглашается сказать мандалорцу, где он может найти джедая. Во время налёта Бо-Катан допрашивает капитана, желая узнать местонахождение Моффа Гидеона и есть ли у него Тёмный меч. После этого она предлагает Джарину присоединиться к ним, несмотря на их разногласия, но он решает продолжить свои поиски. Бо-Катан говорит ему, что он найдёт Асоку Тано в городе Калодан на планете Корвус.
В эпизоде «Глава 16: Спасение» Мандалорец и Боба Фетт подходят к Бо-Катан и Коске в кантине, чтобы завербовать их в своей миссии по спасению Грогу (Дитя) от Моффа Гидеона. Бо-Катан изначально враждебно настроена к Бобе и называет его позором для его мандалорской брони, так как он клон. Тем не менее, она прекращает драку между Бобой и Коской и соглашается помочь Мандалорцу при условии, что она получит от него крейсер Гидеона и Тёмный меч, а Мандалорец подумает о том, чтобы помочь ей освободить Мандалор. Мандалорец побеждает Гидеона в бою, разрушая её план самой вернуть Тёмный меч в бою. Он пытается отдать ей оружие, но Гидеон говорит ему, что оно должно быть завоёвано в бою. Бо-Катан не принимает Тёмный меч от Мандалорца.